# Miquel Ribas i Ricart
Miquel Ribas i Ricart (Sant Feliu de Llobregat, 1901 - Barcelona, 1964) va ser un propietari i polític català, alcalde de Sant Feliu de Llobregat entre 1945 i 1947.
Era fill de Ramon Ribas i Ribot i de Carme Ricart i Roca. El seu pare, propietari i membre de la junta directiva de la Cambra Agrícola del Baix Llobregat, havia estat regidor a Sant Feliu des de principis del segle xx; era caporal del Sometent i fou designat alcalde l'any 1930. Durant la República, Ramon Ribas havia estat nomenat el 1932 membre de la Junta parroquial pel sosteniment del Culte i Clero amb Josep Ricart, Joan de Batlle i d'altres i, l'any següent, havia format part del Comitè local de la Creu Roja Espanyola presidit per Enric Sabaté i Roca. Al maig del 1934 uns guàrdies d'assalt li havien practicat un registre al seu domicili. A casa seva tenia sovint reunions d'afinitat política amb personalitats com Francesc Cambó, Joan Ventosa i Calvell, Josep Puig i Cadafalch, Lluís Puig de la Bellacasa i Josep Vidal i Barraquer.
Miquel Ricart era propietari i, com el seu pare, tenia antecedents de dretes. Després de l'esclat de la Guerra Civil, el seu germà Jaume Ribas i Ricart, militant de la Lliga Regionalista, va ser assassinat el 1936 a la carretera de la Rabassada, i la casa familiar fou requisada per la FAI. El seu oncle Josep Ricart i Roca també va ser assassinat a la rereguarda republicana en el cementiri de Montcada.
Després de la conquesta franquista de Catalunya l'any 1939, Miquel Ribas s'afilià al partit del règim i col·laborà amb les noves autoritats. Del 1940 al 1941 fou regidor síndic i el 1945 va esdevindre alcalde de Sant Feliu, càrrec que va mantindre durant dos anys. També exercí durant un període com a delegat local de la CNS.
Segons la necrològica que publicà a la seva mort el Noticiario de Alba, era un catòlic fervorós i donà un tros de terra del seu propi hort, perquè l'església arxiprestal de Sant Feliu pogués tenir unes grans proporcions.